# Folligny
Folligny är en kommun i departementet Manche i regionen Normandie i norra Frankrike. Kommunen ligger i kantonen La Haye-Pesnel som tillhör arrondissementet Avranches. År 2022 hade Folligny 1 109 invånare.

## Befolkningsutveckling
Antalet invånare i kommunen Folligny
| Referens: INSEE |